# Charmodia vectis
Charmodia vectis là một loài bướm đêm trong họ Noctuidae.